# 王鏊祠
王鏊祠位于中国江苏省苏州市姑苏区景德路274号，环秀山庄南侧，为明代户部尚书王鏊的祠堂，1995年被列为江苏省文物保护单位。

## 历史
王鏊祠原名王文恪公祠，由王鏊之子、中书舍人王延哲于嘉靖十一年（1532年）在原景德寺废基上建造，清代多次修缮。建筑坐北朝南，占地约1000平方米，分头门、过厅、享堂三进，过厅和享堂仍为明代遗构。1980年曾全面整修。

## 苏绣博物馆
建于1986年的苏绣博物馆，馆址原在环秀山庄内，1988年底迁入王鏊祠内。